# Eddy Roelandt
Eddy Roelandt, né le 9 novembre 1946 , est un joueur et entraîneur de football belge. Il passe l'essentiel de ses carrières de joueur et d'entraîneur au KSK Beveren. En octobre 2014, il est nommé responsable du recrutement pour les équipes de jeunes de Waasland-Beveren.

## Carrière
Eddy Roelandt débute au KSK Beveren en 1968, un an après l'accession du club à la première division. Il y reste durant trois ans, participant notamment à la première campagne européenne du club en Coupe des villes de foires 1970-1971. Il part ensuite jouer un an au Sint-Niklaasse SK, en Division 2 puis quitte le football de haut niveau pour continuer à jouer dans des clubs locaux évoluant dans les séries provinciales.
En 1986, Eddy Roelandt revient à Beveren en tant qu'entraîneur-adjoint du tchécoslovaque Ladislav Novák. Après un an, la direction décide de remplacer l'entraîneur principal par Wilfried Van Moer et maintient Roelandt au poste de « T2 ». L'ancien Soulier d'or ne reste en place qu'une saison avant d'être remplacé par René Desayere, qui conserve le même adjoint. En 1989, un vieux serviteur du club, Rik Pauwels, revient comme entraîneur principal mais les résultats sont très décevants et il est licencié à la mi-saison. Eddy Roelandt occupe alors le poste de « T1 » durant sept rencontres puis, à l'arrivée de Johan Boskamp, il quitte le club waeslandien.
En 1997, il est condamné pour une tentative de corruption, s'étant fait passer pour un intermédiaire de l'Eendracht Alost pour tenter de convaincre des joueurs d'équipes rivales de perdre des rencontres. Il est suspendu pour trois ans de toute activité liée au football en Belgique. En 2013, il est le coordinateur des équipes de jeunes de Waasland-Beveren. En octobre 2014, il est nommé responsable du recrutement pour les équipes de jeunes du même club.